# رد فعل الغيم

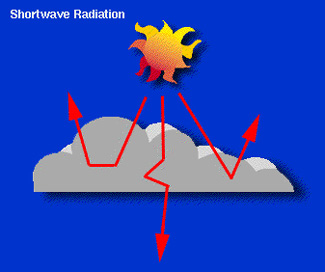
تأثير السحب على تشتت الإشعاع قصير الموجة من الشمس

رد فعل الغيم (بالإنجليزية: Cloud feedback)‏ هو وجود صلة بين السحب ودرجة الحرارة السطحية للهواء حيث التغير في درجة الحرارة على السطح يؤدي إلى تغيير في السحب، والتي إما أن تعزز أو تقلل من ارتفاع درجة الحرارة.
إن زيادة في درجة الحرارة بالقرب من سطح يمكن أن تؤدي (على سبيل المثال) إلى زيادة التبخر. وهذا يمكن ان يؤدي إلى تشكل سحابة واسعة النطاق. زيادة غطاء السحب يمكن أن يقلل من الطاقة الشمسية التي تصل إلى الأرض، وبالتالي يؤدي إلى انخفاض درجة الحرارة السطحية. انها مثال على ردود الفعل.